# Huia dimorphe
Heteralocha acutirostris
Pour le genre d'amphibiens, voir Huia (genre).
Genre
Espèce
Statut de conservation UICN

 EX  : Éteint
Le Huia dimorphe (Heteralocha acutirostris†) était une espèce d'oiseau de Nouvelle-Zélande. Elle s'est éteinte au début du XXe siècle.
C'était la seule espèce du genre Heteralocha†.

## Description

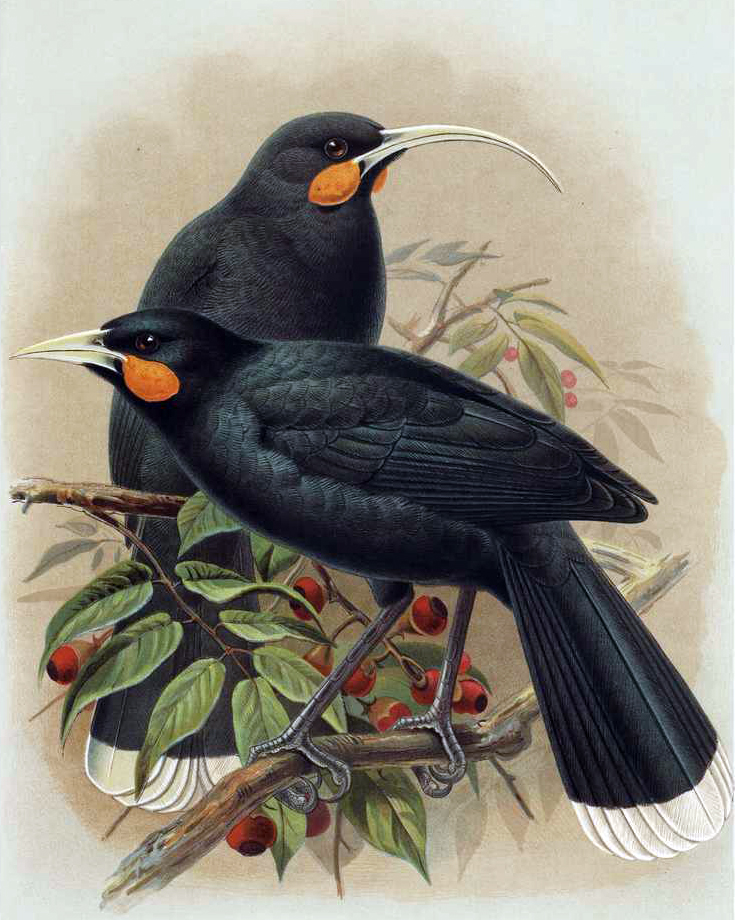
Planche extraite de
Birds of New Zealand
de Sir Walter Lawry Buller (1888)

C'est la seule espèce d'oiseaux qui présentait un dimorphisme sexuel au niveau du bec, celui de la femelle était long et fortement recourbé, alors que celui du mâle était plus court et légèrement incurvé,.
Le plumage est noir avec l'extrémité des rectrices blanche. Deux caroncules orange entourent le bec.

## Répartition et habitat
Cette espèce était endémique du sud de l'île du Nord en Nouvelle-Zélande. On suppose qu'elle vivait dans la forêt primaire.